# تاج جکسون
تاریانو آدریل «تاج» جکسون دوم (انگلیسی: Tariano Adaryll "Taj" Jackson II؛ زادهٔ ۴ اوت ۱۹۷۳) خواننده، ترانه‌سرا، تهیه‌کننده و کارگردان آمریکایی است. او به همراه برادرانش عضو اصلی تیری تی است. حرفه و کارهای انفرادی او شامل یک سریال تلویزیونی است که او تهیه‌کننده اجرایی آن بود. همچنین او، سخنگوی خانواده جکسون است.

## سنین جوانی و تحصیل
تاریانو آدریل «تاج» جکسون دوم در ۴ اوت ۱۹۷۳ در لس آنجلس، کالیفرنیا به‌دنیا آمد. او اولین فرزند تیتو جکسون و دلورس «دی دی» مارتس است. او همچنین برادرزادۀ ربی، جکی، جرمین، لاتویا، مارلون، مایکل، رندی و جنت است. او دو برادر کوچک‌تر دارد. تاریل آدرن جکسون و تیتو جو جکسون («تی‌جی»). والدین جکسون در ژوئن ۱۹۷۲ ازدواج کردند و بعداً در سال ۱۹۸۸ طلاق گرفتند. پدرش تیتو، مربی آن‌ها در بیسبال بود. جکسون در سال ۱۹۹۱ از مدرسه باکلی فارغ‌التحصیل شد. او همچنین در دانشگاه لویولا مریمونت در رشته تولید تلویزیون و هنر ضبط تحصیل کرد و در موسیقی جزئی بود.

## حرفه

### تیری تی
جکسون و برادرانش تحت هدایت پدرشان تیتو و عمویشان مایکل، گروه تیری تی را تشکیل دادند. عموی آن‌ها مایکل معلم و آن‌ها را با ناشر خود ام‌جی‌جی میوزیک قرارداد. اولین آلبوم آن‌ها برادری در سال ۱۹۹۵ منتشر شد. این آلبوم بیش از سه میلیون نسخه در سراسر جهان با اولین تک‌آهنگ آن‌ها «هر چیزی» فروخت. تیری تی آلبومی را پس از برادری ضبط کرد، که هرگز منتشر نشد زیرا سونی، ناشر آن‌ها در آن زمان، روابط تیره‌ای با مایکل (ام‌جی‌جی میوزیک) داشت. تیری تی دو آلبوم دیگر منتشر کردند. هویت در سال ۲۰۰۴ و فصل سوم در سال ۲۰۱۵. تیری تی همچنین موسیقی متن فیلم‌هایی مانند جکسون‌ها: یک رویای آمریکایی، ویلی آزاد، ویلی آزاد ۲: خانه ماجراجویی، مردان سیاه پوش و تریپین را ساختند. تاج از تحصیلات خود در تلویزیون برای کارگردانی نماهنگ‌ها و سریال‌های مستند استفاده کرده است. از سال ۲۰۲۲، تیری تی همچنان در حال برگزاری تور، تیتراژ کنسرت‌ها و جشنواره‌های موسیقی است.

### سریال واقعیت‌گرا (۲۰۱۵–۲۰۱۶)
در اکتبر ۲۰۱۵، تاج، تاریل و تی‌جی جکسون در سریال واقعیت‌گرا جکسون‌ها: نسل بعدی با هم تولید و ایفای نقش کردند. این سریال از سال ۲۰۱۵ تا ۲۰۱۶ از طریق لایف‌تایم (شبکه تلویزیونی) در آمریکا، کانادا، انگلستان، ایرلند، آسیا (۲۰۱۶) و آفریقای جنوبی پخش شد.

### کار انفرادی و پروژه‌های دیگر
در سال ۲۰۱۴، بیگ اسکرین انترتیمنت گروپ حقوق کد زِد را انتخاب کرد، فیلمنامه‌ای از جکسون و سه‌قلوهای برزیلی اسکو (تایسا، تاینا و تایانا اسکو). جکسون این فیلم کوتاه را کارگردانی کرد. در سال ۲۰۱۵، او به همراه برادرانش تاریل و تی‌جی، تهیه‌کننده اجرایی سریال تلویزیونی جکسون‌ها: نسل بعدی بود.
در سال ۲۰۱۸، جکسون موزیک ویدئوی آهنگ «آتش» تیری تی را کارگردانی کرد. او همچنین به عکاسی پرداخت. عمویش، مایکل، اولین دوربین و دوربین فیلمبرداری را برای او خرید. جکسون در حال حاضر مشغول کار بر روی یک مجموعه مستند جدید است که در آن قصد دارد آنچه را که به‌عنوان تصورات نادرست درباره عمویش مایکل جکسون می‌دانند، اصلاح کند. این سریال برای انتشار در سال ۲۰۲۳ برنامه‌ریزی شده است.

## زندگی شخصی

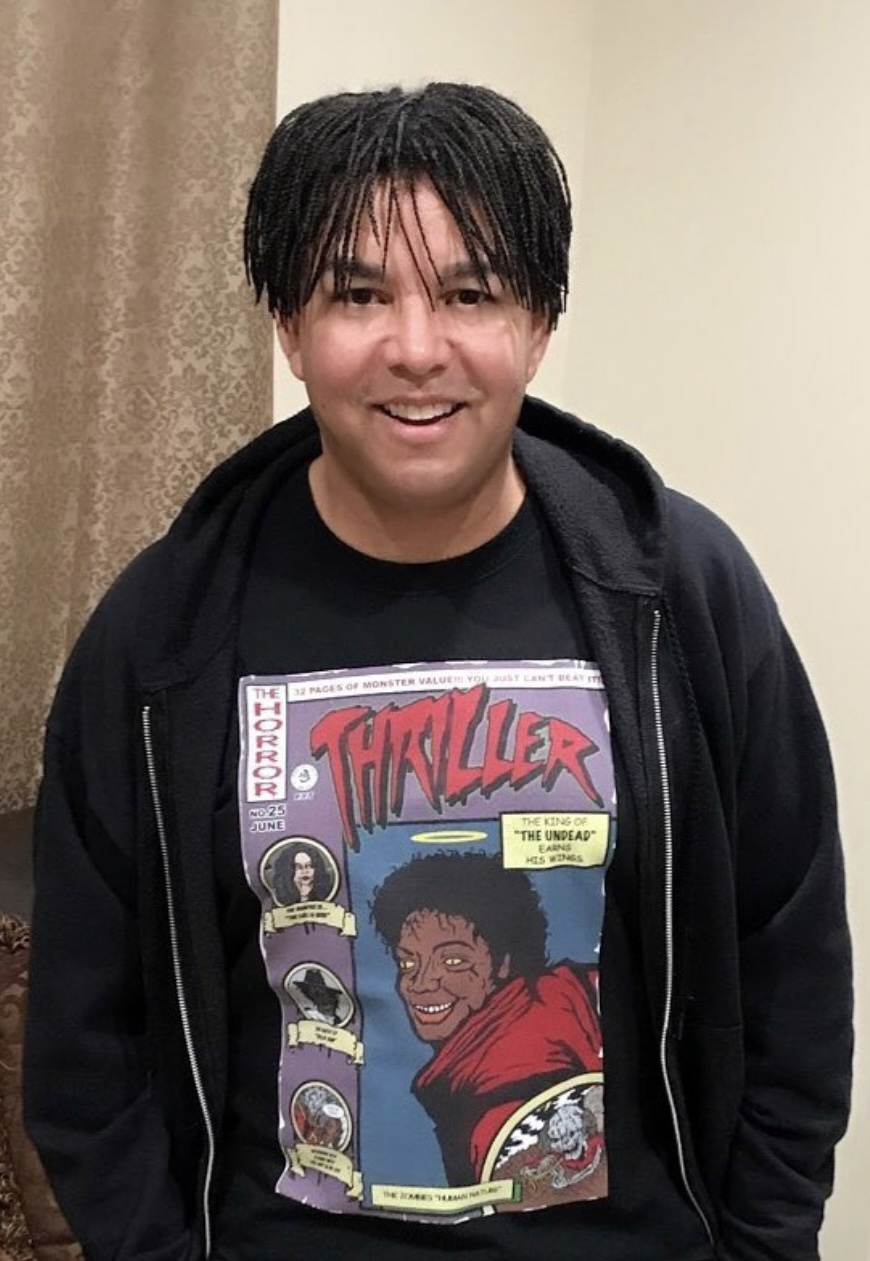
عکس از تاج جکسون با پیراهنی که عمویش مایکل جکسون را نشان می دهد.

### خانواده
تاج جکسون در ۱۶ ژوئن ۲۰۱۳ با تایانا اسکو جکسون در هایون هرست، خانۀ خانواده جکسون ازدواج کرد. عمویش، جرمین جکسون به‌افتخار این زوج اجرا کرد. آن‌ها دو دختر دارند.
او بعداً گفت که در کودکی توسط فردی از طرف مادرش مورد آزار و اذیت قرار گرفت و عمویش مایکل در این دوران از او مراقبت و حمایت می‌کرد. تاج و برادرانش که بزرگ شدند، گروه عموهایشان جکسون فایو را مشاهده کردند و به سمت صنعت موسیقی رفتند. مادر آن‌ها، دی‌دی می‌خواست فرزندانش دوران کودکی معمولی آمریکایی را تجربه کنند.
در آگوست ۱۹۹۴، مادرشان، دی‌دی، جسدش در استخر حیاط خلوت خود در لادرای هایتس، کالیفرنیا پیدا شد. در آگوست ۱۹۹۵، جکسون و سایر اعضای خانواده‌اش شکایت مرگ نادرستی علیه دوست پسرش، دان بوهانا، تنظیم کردند. مرگ او در اصل تصادفی اعلام شد. بعداً، بوهانا به قتل متهم شد و در سال ۱۹۹۸ به قتل درجه دوم مجرم شناخته شد.

## منبع
1. ↑  "The Jackson Family Tree, From Joe to Janet and More | Entertainment Tonight". www.etonline.com.
2. ↑  "Michael Jackson's Nephews File Lawsuit Over Mother's Death : Court: Delores Jackson's family accuses her boyfriend of drowning her in his pool last year and complains that Dist. Atty. Gil Garcetti won't prosecute him". Los Angeles Times. August 26, 1995.
3. ↑  "THE Family Business : Michael Jackson's Nephews Put Music on Hold as They Fine-Tune Baseball Skills". Los Angeles Times. March 31, 1993.
4. ↑  Cohn, Paulette. "Taj, Taryll and TJ — The Jacksons: The Next Generation". Parade: Entertainment, Recipes, Health, Life, Holidays.
5. ↑  "3T - Brotherhood Album Reviews, Songs & More | AllMusic" – via www.allmusic.com.
6. ↑  "Remember Michael Jackon's Nephews 3T? Here's What They Look Like Now!". November 20, 2020.
7. ↑  "3T ending hiatus to take up Michael Jackson legacy". AP NEWS.
8. ↑  Cohn, Paulette. "Taj, Taryll and TJ — The Jacksons: The Next Generation". Parade: Entertainment, Recipes, Health, Life, Holidays.
9. ↑  Média, Bell. "Michael Jackson's Nephew Fighting 'Salacious Myths'". www.iheartradio.ca.
10. ↑  Kanarek, Benjamin (August 9, 2018). "Taj Jackson of the 3T by Benjamin Kanarek for GQ Magazine - The BK Mag".
11. ↑  "Concert Forever 90 à Strasbourg 2022 - Zenith Eckbolsheim : places, billetterie, dates, réservations..." jds.fr (in French).
12. ↑  "Paul Elstak, De Kast, 2Unlimited en 3T op 10-jarig jubileum We Love the 90's". ad.nl (in Dutch). April 29, 2022.
13. ↑  "Un concept de festival années 90 numéro 1 en France lancé par des alsaciens". www.marque.alsace (in French).
14. ↑  "Get Your First Look at Lifetime's 'The Jacksons: Next Generation' | Entertainment Tonight". www.etonline.com.
15. ↑  "The Jackson family to star in new documentary series The Next Generation on Lifetime". December 3, 2015.
16. ↑  "The Jacksons: Next Generation Exclusive docu-series premieres on Lifetime (DStv 131) on March 16 at 20:45". Modern Ghana.
17. ↑  "'Jacksons: Next Generation' Tracks Tito's Kids to Stardom". October 5, 2015.
18. ↑  "Big Screen Entertainment Group Acquires Thrilling Script From Taj Jackson/Sco Triplets". finance.yahoo.com.
19. ↑  Lowry, Brian (September 30, 2015). "TV Review: 'The Jacksons: Next Generation'".
20. ↑  Kanarek, Benjamin (August 9, 2018). "Taj Jackson of the 3T by Benjamin Kanarek for GQ Magazine - The BK Mag".
21. ↑  "Taj Jackson of the 3T by Benjamin Kanarek for GQ Magazine: Fujifilm X System / SLR Talk Forum: Digital Photography Review". www.dpreview.com.
22. ↑  s.r.o, RECO. "Taj Jackson | No legado dos Jacksons". gqportugal.pt.
23. ↑  «"Michael Jackson's Nephew Fighting 'Salacious Myths'"». بایگانی‌شده از اصلی در ۶ آوریل ۲۰۲۳. دریافت‌شده در ۶ آوریل ۲۰۲۳.
24. ↑  Cardiga, Manuela (July 20, 2019). "Tito Jackson Has a Little Granddaughter Who Looks Just like Her Beautiful Mother". news.amomama.com.
25. ↑  "Who is Taj Jackson? Michael Jackson's nephew and Thayana's husband". March 8, 2019.
26. ↑  Duke, Alan (May 16, 2013). "Nephew: Michael Jackson was my 'support system' when molested". CNN.
27. ↑  Robinson, Nicholas (May 17, 2013). "Taj Jackson claims a family member molested him".
28. ↑  EFFRON, LAUREN. "Looking back on the death of Michael Jackson's former sister-in-law". ABC News.
29. ↑  FRANCIS, ENJOLI. "Tito Jackson and sons describe day of his ex-wife and their mother's murder as 'coldest' of their lives". ABC News.